# Чапля (ботанічний заказник)
Ча́пля — ботанічний заказник загальнодержавного значення в Україні. Розташований у межах Кам'янець-Подільського району Хмельницької області, на захід і південний захід від села Демшин. 
Площа 177 га. Створений постановою Ради Міністрів УРСР № 53 від 13.02.1989 року. Перебуває у віданні Калачковецької сільської ради. 
Охороняється ділянка лівого берега річки Тернава неподалік від місця її впадіння до Дністра. Територія помережена ярами з крутосхилами та урвищами, вкрита широколистяним лісом. У трав'яному покриві багато рідкісних видів: булатка великоквіткова, коручка чемерникоподібна, гніздівка звичайна, сон великий, занесені до Червоної книги України. З чагарників поширена берека. Є ділянки степової рослинності. 
Теж багатий тваринний світ: сарна, свиня дика, канюк, трапляються пугач і шуліка рудий, занесені до Червоної книги України. 
Заказник «Чапля» входить до складу національного природного парку «Подільські Товтри».